# مزرعة أبوالقاسم سرافراز (هشيوار)
مزرعة أبوالقاسم سرافراز (بالإنجليزية: Mazraeh-ye Abu ol Qasem Sarferaz)‏ هي منطقة سكنية تقع في إيران في فارس.